# 普利茅斯 (內布拉斯加州)
普利茅斯（英語：Plymouth）是位於美國內布拉斯加州傑佛遜縣的村。

## 人口
根據2020年美國人口普查的數據，普利茅斯的面積為0.82平方千米，皆為陸地。當地共有人口363人，而人口密度為每平方千米443人。